# بريت بيرس
بريت بيرس (بالإنجليزية: Brett Pierce)‏ هو لاعب كرة قدم أمريكية أمريكي، ولد في 7 يناير 1981 في فانكوفر في الولايات المتحدة.

## وصلات خارجية
- بريت بيرس على موقع مرجع كرة القدم المحترفة.كوم (الإنجليزية)